# Eugnathides
Eugnathides es un género extinto de pez óseo prehistórico que vivió desde el Oxfordiense hasta principios del Titoniense del Jurásico tardío. Eugnathides pudo haber sido similar a Sphaerodontes (del Jurásico Tardío de Cuba).